# Grandville (Schauspieler)

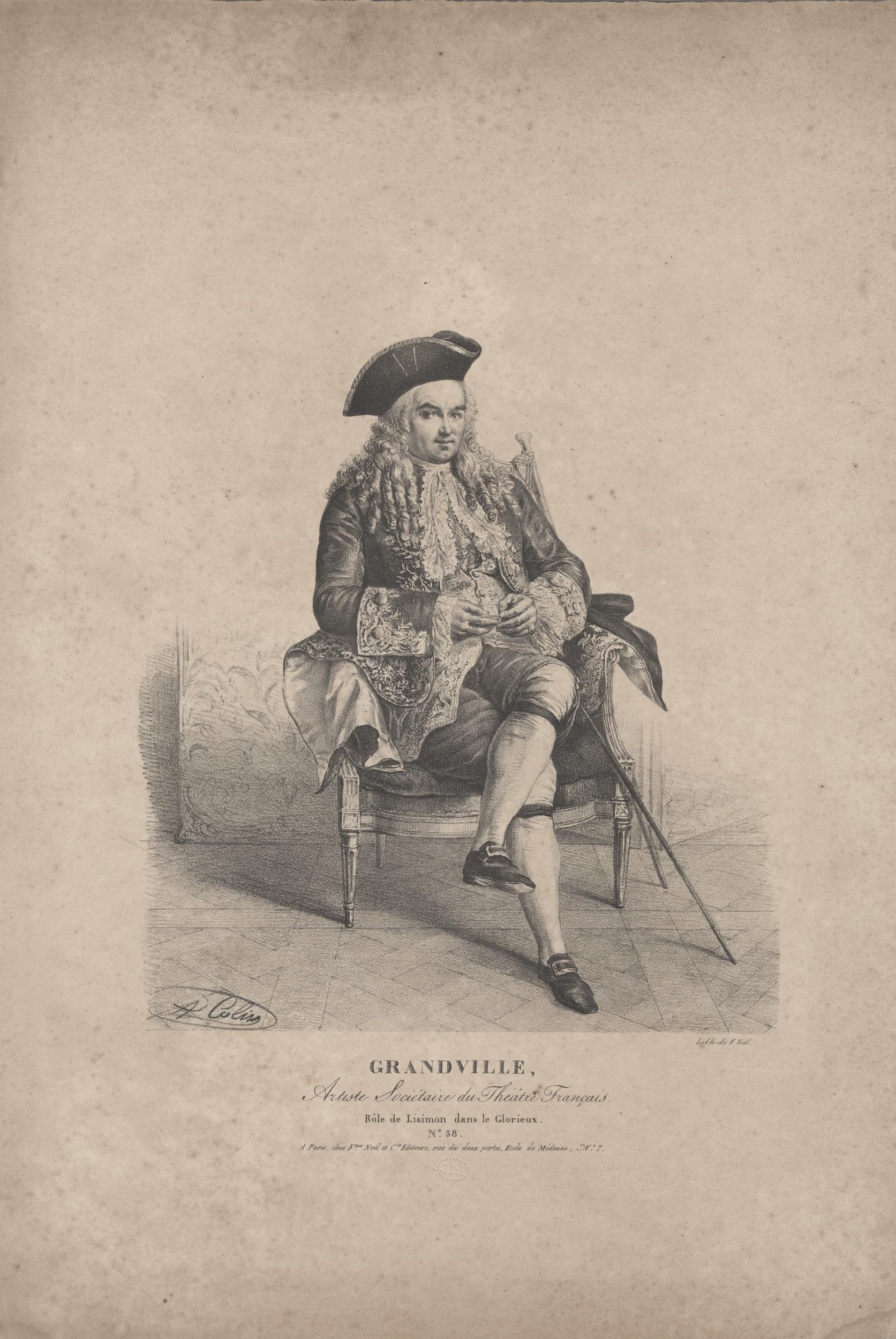
Grandville in der Rolle des Lisimon in Destouches Komödie Les Glorieux

Grandville,  bürgerlich Charles-François Grandin (* 12. März 1772 in Metz; † 3. Dezember 1836 in Sens) war ein französischer Schauspieler.

## Leben
Über die Herkunft Grandvilles ist nur bekannt, dass er Sohn eines Angestellten eines königlichen Landguts war. Er nahm eine Ausbildung bei der Staatsanwaltschaft in Metz auf, wurde dann aber zur Armee eingezogen, wo er nach sechs Jahren wieder ausgemustert wurde. Mittellos versuchte er sich als Sänger bei einer fahrenden Schauspieltruppe in Nizza. Nach vielen Stationen in kleinen und großen Städten kam ihm das Glück zu Hilfe und er konnte 1806 ein Engagement bei einem Theater namens Variètès Ètrangéres eingehen, auch wenn dieses nur kurz bestehen sollte. Bereits im darauffolgenden Jahr wechselte er an das Théâtre Louvois, wo er unter anderem in Louis-Benoît Picards Komödien Les Amis de collège den Bonnard und Les Conjectures den Rigolet verkörperte. Ab 1808 hielt sich Grandville in Sankt Petersburg auf, wo er ein Engagement hatte. Dort blieb er vier Jahre, bis die Truppe aus politischen Gründen aufgelöst wurde. Emigriert nach Warschau, blieb er zuerst ohne Beschäftigung, bis er 1816 eine eigene, französische Schauspieltruppe gründete, die er bis 1818 auch leitete. Schließlich kehrte er nach Paris zurück und trat in das Ensemble der Comédie-Française ein. Nach weiteren vier Jahren, im Jahr 1822, wurde er in die Société de la Comédie-Française aufgenommen. Er teilte sich dann abwechselnd die Rollen mit De Vigny. Insgesamt war Grandville in 28 tragenden an der Comédie zu sehen, bis es sich 1834 aus gesundheitlichen Gründen von der Bühne zurückzog. Seinen Lebensabend verbrachte er in Sens, wo er zwei Jahre später starb.

## Postume Ehrung
Die Stadt Metz benannte die Straße Rue Charles-François Grandin nach ihrem berühmten Sohn.

## Sonstiges
Grandville veröffentlichte, 20-jährig, 1792 unter einem Pseudonym einen Roman unter dem Titel Paulin ou les avantures du comte de Walter.